# Yvonand
Yvonand – miejscowość i gmina (commune) w zachodniej Szwajcarii, w kantonie Vaud, w okręgu (district) Jura-Nord vaudois. Leży nad jeziorem Lac de Neuchâtel.

## Demografia
W Yvonandzie mieszka 3507 osób. W 2021 roku 15% populacji gminy stanowiły osoby urodzone poza Szwajcarią.

## Transport
Przez teren gminy przebiegają autostrada A1 oraz droga główna nr 152.